# Olympus Mons
Olympus Mons (lat. Olimpska gora) je jedan od najvećih vulkana, najviša planetarna planina, i druga najviša planina trenutno otkrivena u Sunčevom sustavu, usporediva s Reasilvijom na Vesti. Nalazi se na planetu Marsu, na približnim koordinatama 18° sjeverno i 133° zapadno. Od kraja 19. stoljeća, mnogo prije nego što su međuplanetarne letjelice otkrile njegovu vulkansku prirodu, Olympus Mons je bio poznat astronomima kao albedo pojava, Nix Olympica ("Snijeg Olimpa"), iako su postojale naznake da je planina.

## Fizičke karakteristike

### Svojstva
Središnje uzvišenje uzdiže se 25 kilometara iznad prosječne razine Marsa. To je tri puta više od visine Mount Everesta. Promjer vulkana je 550 km, i obrubljen je strmim lititcama. U središtu vulkana je kaldera koja ima dimenzije od 85 x 60 km i 3 km je duboka. Na njenom dnu nalazi se više kratera koji leže jedan na drugome. Oko kaldere se pružaju uzvišenja od 6 km visine, jedinstvena pojava među vulkanima na Marsu.
Česta zabluda je da se Olympus Mons doseže izvan Marsove atmosfere. Atmosferski tlak na vrhu varira od 5 do 8% normalnog tlaka atmosfere (oko 33 Pa). Unatoč rijetkoj atmosferi, još uvijek se mogu naći veće količine prašine u atmosferi i ugljikov dioksid se može smrznuti. Na tim visina nisu mogući oblaci od ledenih kristala. Zbog slabije gravitacije, Marsova atmosfera se proteže kao i Zemljina, do oko 200 km visine, unatoč 150 puta manjem tlaku.

### Vulkanizam
Olympus Mons je štitasti vulkan, što znači da je lava dugo vremena erumpirala na istom mjestu. Zbog toga je Olympus Mons mnogo širi nego što je visok, a njegove padine su relativno blage. Prema podatcima s Mars Expressa, znanstvenici su datirali starost stijena na vulkanu. Na zapadnim liticima starost je oko 115 milijuna godina, a na nekim mjestima vulkana samo 2 milijuna godina. Ovo znači da je, u geološkim okvirima, vulkan bio nedavno aktivan i da postoji mogućnost za manje erupcije u budućnosti.
Havajski vulkani su primjer štitastih vulkana, samo mnogo manji od Olympusa. Čudovišne dimenzije Olympus Monsa su posljedica izostanka tektonskih ploča na Marsu. Zato se "vruća točka" nije micala i vulkan je mogao neometano rasti do današnjih dimenzija.
Kaldera na vrhu vulkana nastala je nakon prestanka erupcija. Tada se šupljina s lavom ispraznila i kaldera se urušila pod svojom težinom.

### Promatranja
Olympus Mons, zajedno s ostalim vulkanima u regiji Tharsis, dovoljno su visoki da ne budu zaklonjeni globalnim pješćanim olujama. To su primijetili astronomi u 19. stoljeću. Giovanni Schiaparelli je prvi uočio da su tokom pješćane oluje vidljivi samo Nix Olympica i Nodus Gordis. Schiaparelli je točno pretpostavio da su to uzvišenja. Sve dok preleta sondi Mariner, prava priroda tih pojava na Marsu nije bila poznata. Fotografije snimljene iz preleta ili orbite jasno su pokazali da se radi o divovskim vulkanima. Fotografije s Marinera 9 pokazale su da je Olympus Mons viši od ijedne planine na Zemlji.

### Okolica
Olympus Mons se nalazi na vulkanskoj visoravni Tharsis. Okružen je mnogim manjim vulkanima od kojih valja izdvojiti Arsia Mons, Pavonis Mons i Ascraeus Mons. Ovi vulkani su patuljasti u usporedbi s Olympusom, ali i dalje divovski u odnosu na Zemaljske.
U krugu od 1000 km oko vulkana mogu se naći grebeni i golemi blokovi stijena. Otkriveni su dokazi ponovnog izbijanja materijala na površinu koji su povezani s glacijalnim procesima. Jedna od pretpostavki je da su litice oko vulkana nastale zbog odrona zemlje. Taj materijal je, prilikom taloženja, stvorio grebene i blokove koje danas vidimo.